# Ретракт
Ретракт топологического пространства {\displaystyle X} — подпространство {\displaystyle A} этого пространства, для которого существует ретракция {\displaystyle X} на {\displaystyle A}; то есть непрерывное отображение {\displaystyle f:X\to A}, тождественное на {\displaystyle A} (то есть такое, что {\displaystyle f(x)=x} при всех {\displaystyle x\in A}).
Ретракт топологического пространства наследует многие важные свойства самого пространства.
В то же время он может быть устроен гораздо проще его самого, более обозрим, более удобен для конкретного исследования.

## Примеры
- Одноточечное множество является ретрактом отрезка, прямой, плоскости и т. д.
- Всякое непустое замкнутое множество канторова совершенного множества является его ретрактом.
- {\displaystyle n}-мерная сфера не является ретрактом {\displaystyle (n+1)}-мерного шара евклидова пространства, так как шар имеет нулевые группы гомологий, а сфера — ненулевую группу {\displaystyle H_{n}}. Это противоречит существованию ретракта, так как ретракция индуцирует эпиморфизм групп гомологий.

## Связанные определения
- Подпространство {\displaystyle A} пространства {\displaystyle X} называется окрестностным ретрактом, если в {\displaystyle X} существует открытое подпространство, содержащее {\displaystyle A}, ретрактом которого является {\displaystyle A}.
- Метризуемое пространство {\displaystyle X} называется абсолютным ретрактом (абсолютным окрестностным ретрактом), если оно является ретрактом (соответственно окрестностным ретрактом) всякого метризуемого пространства, содержащего {\displaystyle X} в качестве замкнутого подпространства.
- Если ретракция пространства {\displaystyle X} на его подпространство {\displaystyle A} гомотопна тождественному отображению пространства {\displaystyle X} на себя, то {\displaystyle A} называется деформационным ретрактом пространства {\displaystyle X}.
- Линейный оператор {\displaystyle P} в топологическом векторном пространстве {\displaystyle E}, являющийся ретракцией, называется непрерывным проектором. Векторное подпространство {\displaystyle F} топологического векторного пространства {\displaystyle E} называется дополняемым, если существует непрерывный проектор {\displaystyle P\colon E\to F}.

## Свойства
- Подпространство {\displaystyle A} пространства {\displaystyle X} является его ретрактом в том и только в том случае, если всякое непрерывное отображение пространства {\displaystyle A} в произвольное топологического пространство {\displaystyle Y} можно продолжить до непрерывного отображения всего пространства {\displaystyle X} в {\displaystyle Y}.
- Если пространство {\displaystyle X} — хаусдорфово, то всякий ретракт пространства {\displaystyle X} замкнут в {\displaystyle X}.
- Всякое свойство, сохраняющееся при переходе к непрерывному образу, равно как и любое свойство, наследуемое замкнутыми подпространствами, устойчиво относительно перехода к ретракту. В частности, при переходе к ретракту сохраняются
  - компактность,
  - связность,
  - линейная связность,
  - сепарабельность,
  - ограничение сверху на размерность,
  - паракомпактность,
  - нормальность,
  - локальная компактность,
  - локальная связность.
- Если пространство {\displaystyle X} имеет свойство неподвижной точки, т.е . для каждого непрерывного отображения {\displaystyle f:X\to X} существует точка {\displaystyle x\in X} такая, что {\displaystyle f(x)=x}, то и каждый ретракт пространства {\displaystyle X} обладает свойством неподвижной точки.
- Абсолютный окрестностный ретракт является локально стягиваемым пространством.
- Ретракция индуцирует эпиморфизм групп гомологий.